# Henri Andréani
Pour les articles homonymes, voir Andréani.
Henri Andréani, né Gustave Sarrus le 10 avril 1877 à La Garde-Freinet (Var) et mort le 30 avril 1936 dans le 14e arrondissement de Paris, est un acteur, réalisateur et scénariste français.

## Biographie
Il débute comme secrétaire de Charles Pathé, puis devient acteur et assistant pour les réalisateurs Ferdinand Zecca et Gaston Velle. Entre 1908 et 1928, il réalise des films à sujets bibliques ou historiques, dont David et Goliath (1910), Le Jugement de Salomon (1912) avec Berthe Bovy, Les Enfants d'Edouard (1913), ou à thèmes « populaires » : L'Homme qui assassina (1913), Les Cinq Sous de Lavarède (1913), L'Autre Aile (1924), avec Charles Vanel.
En 1910, il fonde sa propre maison de production, Le Film Biblique.
Il réalise son dernier film, La Pente, en 1928, puis l'avènement du parlant met fin à sa carrière. Il n'a jamais réalisé de film parlant. Il meurt à l'Hôpital Saint-Joseph de Paris dans le dénuement et la misère, dans l'indifférence de ses contemporains.

## Filmographie

### Comme réalisateur
- 1908 : Samson, coréalisé avec Ferdinand Zecca
- 1908 : Le Secret de l'acier
- 1909 : Le Caprice du vainqueur, coréalisé avec Ferdinand Zecca
- 1910 : Messaline
- 1910 : Le Marchand d'images
- 1910 : La Rocadora
- 1910 : Grandeur d'âme, écrit et réalisé
- 1910 : David et Goliath (court-métrage)
- 1910 : Robert le taciturne (ou La Tragique Aventure de Robert le Taciturne, duc d'Aquitaine), écrit et coréalisé avec Ferdinand Zecca
- 1910 : Faust
- 1910 : Cléopâtre, coréalisé avec Ferdinand Zecca
- 1911 : Le Siège de Calais
- 1911 : Le Sacrifice d'Abraham
- 1911 : Caïn et Abel
- 1911 : Moïse sauvé des eaux
- 1911 : Le Devoir et l'Honneur
- 1911 : Jaël et Sisera (en)
- 1911 : David et Saül
- 1912 : Le Sacrifice d'Ismaël
- 1912 : Le Jugement de Salomon
- 1912 : La Légende des chevaliers d'Algalbert
- 1912 : Les Rivaux d'Arnheim
- 1912 : Le Tournoi de l'écharpe d'or lire en ligne sur Gallica
- 1912 : Absalon
- 1912 : Le Martyre de saint Etienne
- 1912 : Le Fils de Charles Quint
- 1913 : La Mort de Saül
- 1913 : Esther, acteur et réalisateur
- 1913 : La Reine de Saba
- 1913 : Les Frères ennemis
- 1913 : Rebecca
- 1913 : Les Enfants d'Edouard
- 1913 : L'Homme qui assassina
- 1913 : Les Cinq Sous de Lavarède (film, 1913) (en)
- 1913 : La Fille de Jephté
- 1913 : Joseph, fils de Jacob, écrit et réalisé
- 1913 : Jacques l'honneur
- 1913 : 1870-1871
- 1913 : Le Fils de Lagardère
- 1914 : Sème la mort
- 1914 : Le Pont fatal
- 1914 : Le Club des treize
- 1915 : La France avant tout
- 1916 : L'Océan (ou L'océan ou Les enfants de la mer)
- 1921 : Mimi Trottin
- 1922 : Ziska la danseuse espionne
- 1924 : L'Autre Aile
- 1928 : Flamenca la gitane
- 1928 : La Pente

### Comme assistant-réalisateur
- 1921 : Les Trois Mousquetaires de Henri Diamant-Berger
- 1927 : Napoléon d'Abel Gance